# Brandon Peniche
Brandon Arturo Delgadillo Ortiz Peniche (Cidade do México, 3 de agosto de 1986) é um ator conhecido como Brandon Peniche. É filho do ator mexicano Arturo Peniche. É mais conhecido no Brasil por interpretar Xavier Farias em Um Caminho para o Destino e Alfonso del Olmo em Coração Indomável. Ele é casado com a Designer de Modas mexicana, Kristal Cid, com quem tem uma filha, Alessia, nascida no dia 7 de dezembro de 2018. É pai de 2 filhos; em 2025, anunciou a chegada do seu terceiro filho, junto com sua esposa Kristal Cid.

## Biografia
Começou sua carreira de ator em 1997, com um pequeno papel na serie El Zep de Disney. Sua popularidade e reputação cresceram com dois papéis na televisão com os programas ¿Qué nos pasa? e Mujer, casos de la vida real.
No cinema, Brandon estreou no filme Amor Maldito; tempo depois participou do filme Crimen, castigo y secuestro.
Participou de várias novelas, entre elas Niña de mi corazón, Ni contigo ni sin ti e Un refugio para el amor, onde completou o triângulo amoroso com os protagonistas.
Em 2013 participou da penúltima fase da novela Corazón indomable.
Também fez parte do elenco das novelas La malquerida e Que te perdone Dios.
Ainda em 2015 integrou o elenco da segunda fase de A que no me dejas.
Em 2016, Brandon interpretou Javier Farias em Un camino hacia el destino.
Em 2018, antagoniza a série Tres Milagros.

## Carreira

### Telenovelas
- Doménica Montero (2026) - Genaro
- Las hijas de la señora García (2024-2025) - Arturo Portilla Borbón
- La historia de Juana (2024) - Gabriel Rubio
- Nadie como tú (2023-2024) - Salvador Figueroa Toledano
- Pienso en ti (2023) - Manolo Pérez Torreblanca
- Contigo sí (2021-2022) - Leonardo Santillana Morán / Leonardo Vallejo Morán
- La reina soy yo (2019) - Alberto Cantú[6]
- Tres Milagros (2018) - Aquiles[7]
- Un camino hacia el destino (2016) - Javier Farias
- A que no me dejas (2015-2016) - René Murat Greepé / Eugenio Sandoval
- Que te perdone Dios (2015) - Pablo Ramos
- La malquerida (2014) - Manuel Palacios Salmerón
- Gossip Girl: Acapulco (2013) - Poncho Díaz-Navarro
- Corazón indomable (2013) - Alfonso del Olmo
- Un refugio para el amor (2012) - Patricio Torreslanda Fuentes-Gil
- Ni contigo ni sin ti (2011) - Diego Torreslanda
- Niña de mi corazón (2010) - Conrado Gallardo
- Verano de amor (2009) - Dylan Carrasco Moret
- Zorro, la espada y la rosa (2007) - Carlos

### Programas de TV
- Nuestra Belleza Mexico (2018) - Apresentador
- Gossip Girl: Acapulco (2013) - Poncho Díaz-Navarro
- ¿Qué nos pasa? (1998) - Convidado

### Cinema
- El Fantasma de mi Novia (2018) - Fernando Hurtado[8]
- Tus feromenas me matan (2016)
- Mantis (2014) - Detetive
- Maldito amor (1999)

## Prêmios e Indicações

### Prêmio TVyNovelas
| Ano  | Categoria                  | Telenovela              | Resultado |
| ---- | -------------------------- | ----------------------- | --------- |
| 2016 | Melhor Ator Juvenil        | Que te perdone Dios     | Venceu    |
| 2015 | Melhor Ator Juvenil        | La malquerida           | Indicado  |
| 2013 | Melhor Ator Co-estrelar    | Un refugio para el amor | Indicado  |
| 2012 | Melhor Ator Juvenil        | Ni contigo ni sin ti    | Indicado  |
| 2011 | Melhor Revelação Masculina | Niña de mi corazón      | Indicado  |